# وانگ لیسی
وانگ لیسی (انگلیسی: Wang Lisi؛ زادهٔ ۲۸ نوامبر ۱۹۹۱) بازیکن فوتبال اهل چین است.

وی همچنین در تیم ملی فوتبال زنان چین بازی کرده‌است.